# Poultry Club of Great Britain
Le Poultry Club of Great Britain (Club des volailles de Grande-Bretagne) est une association enregistrée fondée en 1877, sur la base d'un club précédent fondé en 1862, afin de « sauvegarder les intérêts des races pures traditionnelles de volaille, comprenant les poules, les poules naines, les canards, les oies et les dindons. »
Ce club s'occupe du standard des différentes races de volailles britanniques (British Poultry Standard)  et agit comme organe de contrôle de tous les clubs d'élevage de volaille de Grande-Bretagne. Il est également responsable de l'organisation du British national poultry show (exposition nationale britannique de volaille). Il est patronné par le prince de Galles et son président est Andrew Wetters. 